# بین‌النهرین ارمنی
میان‌رودان ارمنی (ارمنی: Հայոց Միջագետք) به بخش سابقاً ارمنی‌نشین شمال بین‌النهرین گفته می‌شود. نخستین‌بار تیگران بزرگ بخش شمالی میان‌رودان را گشود و از زمان پادشاهی یرواند یکم در ۴۰۱ پیش از میلاد تا سال ۳۸۷ میلادی این سرزمین بخشی از پادشاهی ارمنستان را تشکیل می‌داده است. 
در طول تاریخ ساسانیان، خلافت اسلامی، بوییان و کنت‌نشین ادسا بر این ناحیه تسلط داشته‌اند و از دورهٔ تیموری اینجا بخشی از قلمرو حکومت‌ّای ایران شمرده می‌شده تا اینکه مطابق با عهدنامه زهاب در ۱۶۳۹ میلادی مابین ایران و عثمانی، عثمانی‌ها بر آن حاکم شدند.